# Altered : Les Survivants
Pour plus de détails, voir Fiche technique et Distribution.
Altered : Les Survivants (Altered) est un film américain réalisé par Eduardo Sánchez, sorti en 2006.

## Synopsis
Au milieu de la nuit, trois hommes armés de fusils tentent de traquer une créature en pleine forêt. Prise dans un piège à loup et passant pour morts, ils la ligotent et l'emportent chez un ami d'enfance vivant dans une maison isolée. Bien qu'il se soit écoulé plus d'une dizaine d'années depuis leur enlèvement par des extraterrestres et la mort du frère de l'un d'eux, ils sont toujours traumatisés, choqués et veulent toujours étancher leur soif de vengeance. Pourtant, malgré leurs efforts, cet être venu d'ailleurs parvient à se libérer. 

## Fiche technique
- Titre français : Altered: les survivants
- Titre original : Altered
- Réalisation : Eduardo Sánchez
- Scénario : Jamie Nash
- Musique : Antonio Cora & Exiquio Talavera
- Photographie : Steve Yedlin
- Montage : Michael Cronin
- Production : Robin Cowie & Gregg Hale
- Sociétés de production : Rogue Pictures (en) & Haxan Films
- Société de distribution : Rogue Pictures (en)
- Budget : 8 millions de dollars (6,1 millions d'euros)
- Pays :  États-Unis
- Langue : Anglais
- Format : Couleurs - 1,85:1 - Dolby Digital - 35 mm
- Genre : Horreur, Science-fiction
- Durée : 88 min
- Date de sortie :
  -  19 décembre 2006
  -  23 septembre 2009, seulement en DVD

## Distribution
- Adam Kaufman (VF : Fabrice Josso) : Wyatt
- Catherine Mangan : Hope
- Brad William Henke (VF : Christophe Lemoine) : Duke
- Paul McCarthy-Boyington : Cody
- Michael C. Williams : Otis
- James Gammon (VF : Michel Barbey) : Le shérif Henderson

## Autour du film
- Le tournage s'est déroulé du 16 mai au 25 juin 2005 aux studios Universal de Floride.
- Michael C. Williams, qui interprète ici Otis, faisait déjà partie de la distribution du Projet Blair Witch, premier film d'Eduardo Sánchez.